# Героїчна нагота

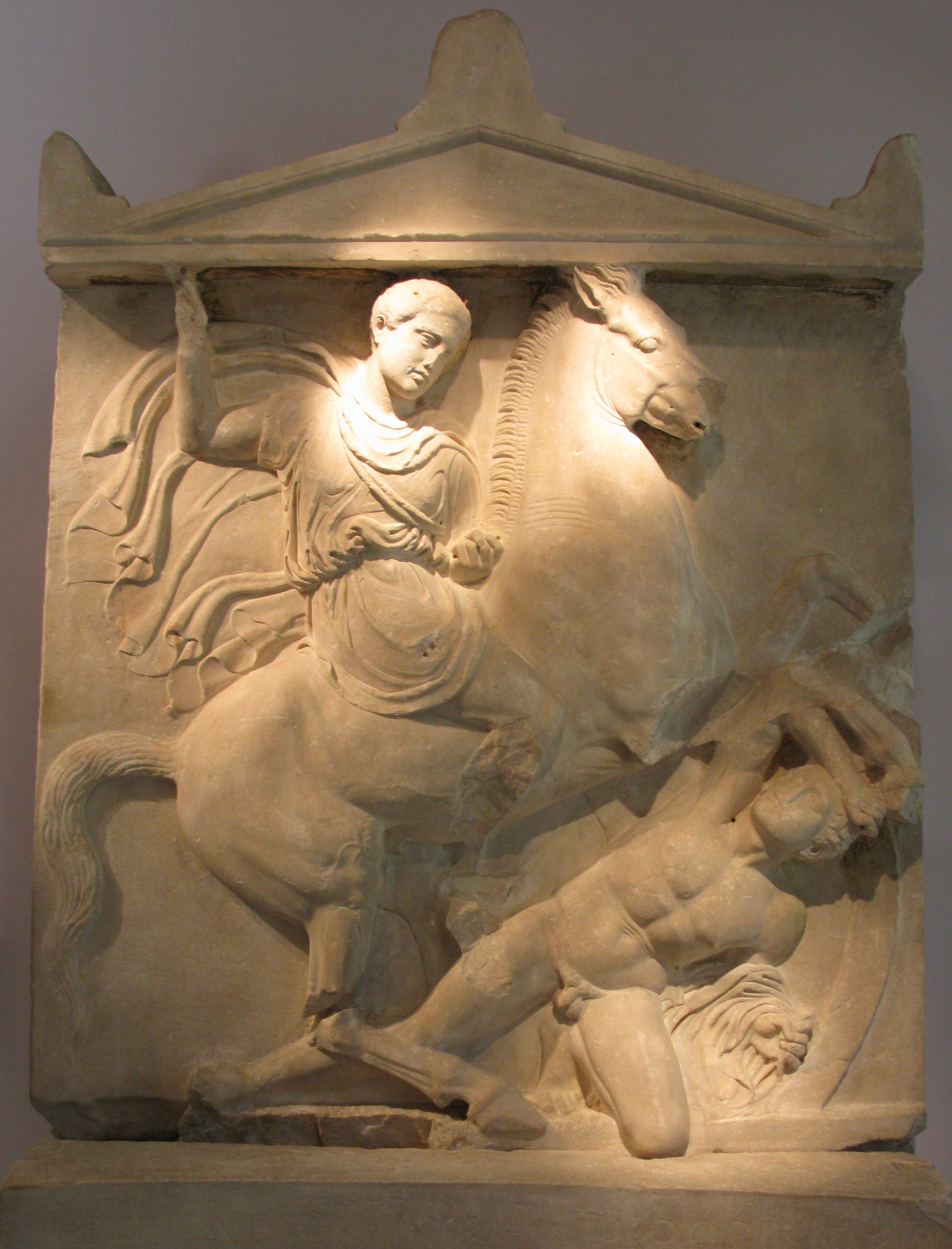
Афінський вершник Дексілей бореться з пелопонеським гоплітом у героїчній наготі під час Коринфської війни. Могильна стела Дексілея, 394—393 рр. до н. е.

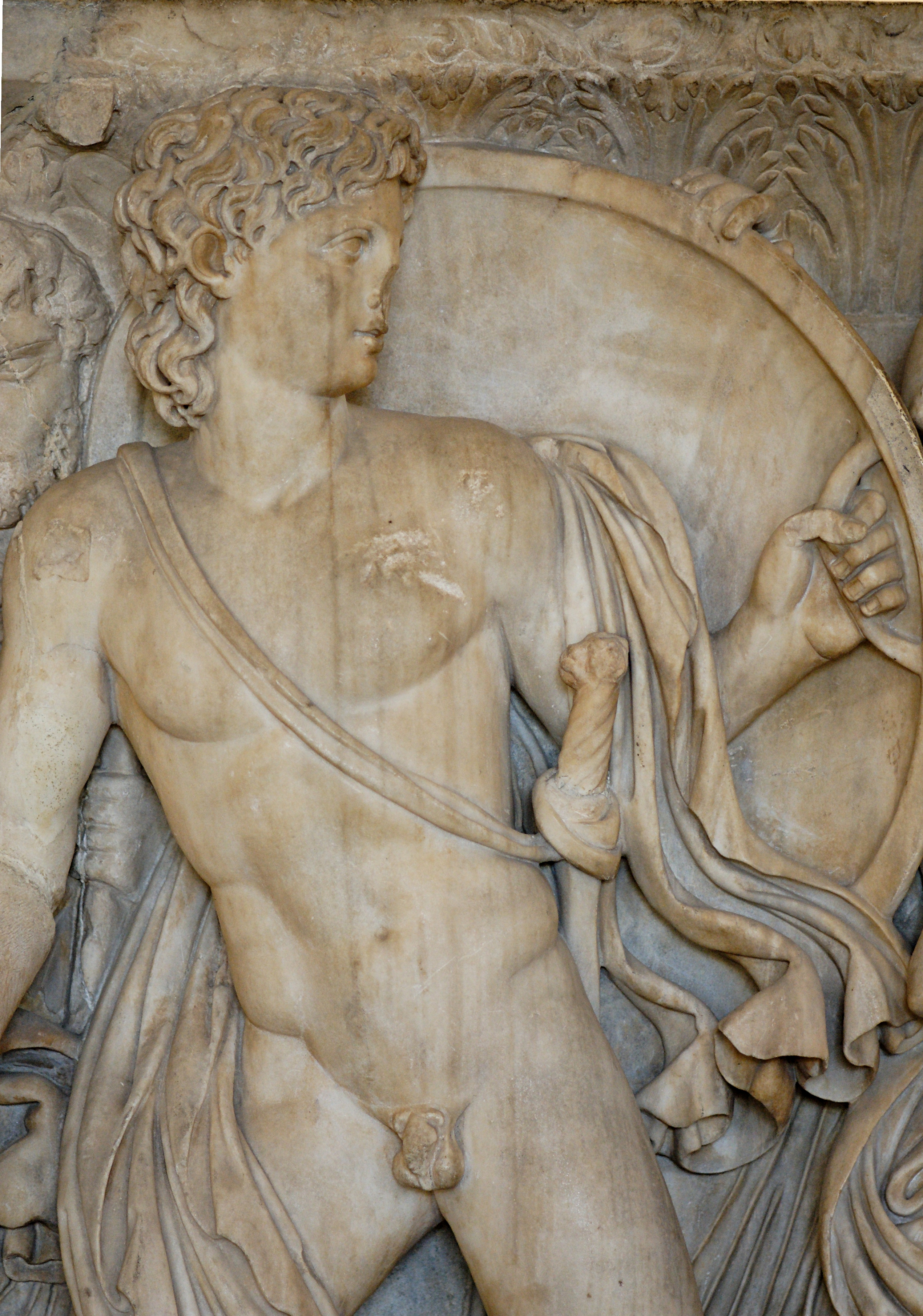
Ахілл у бойовому спорядженні (бл. 240 р. н. е.)

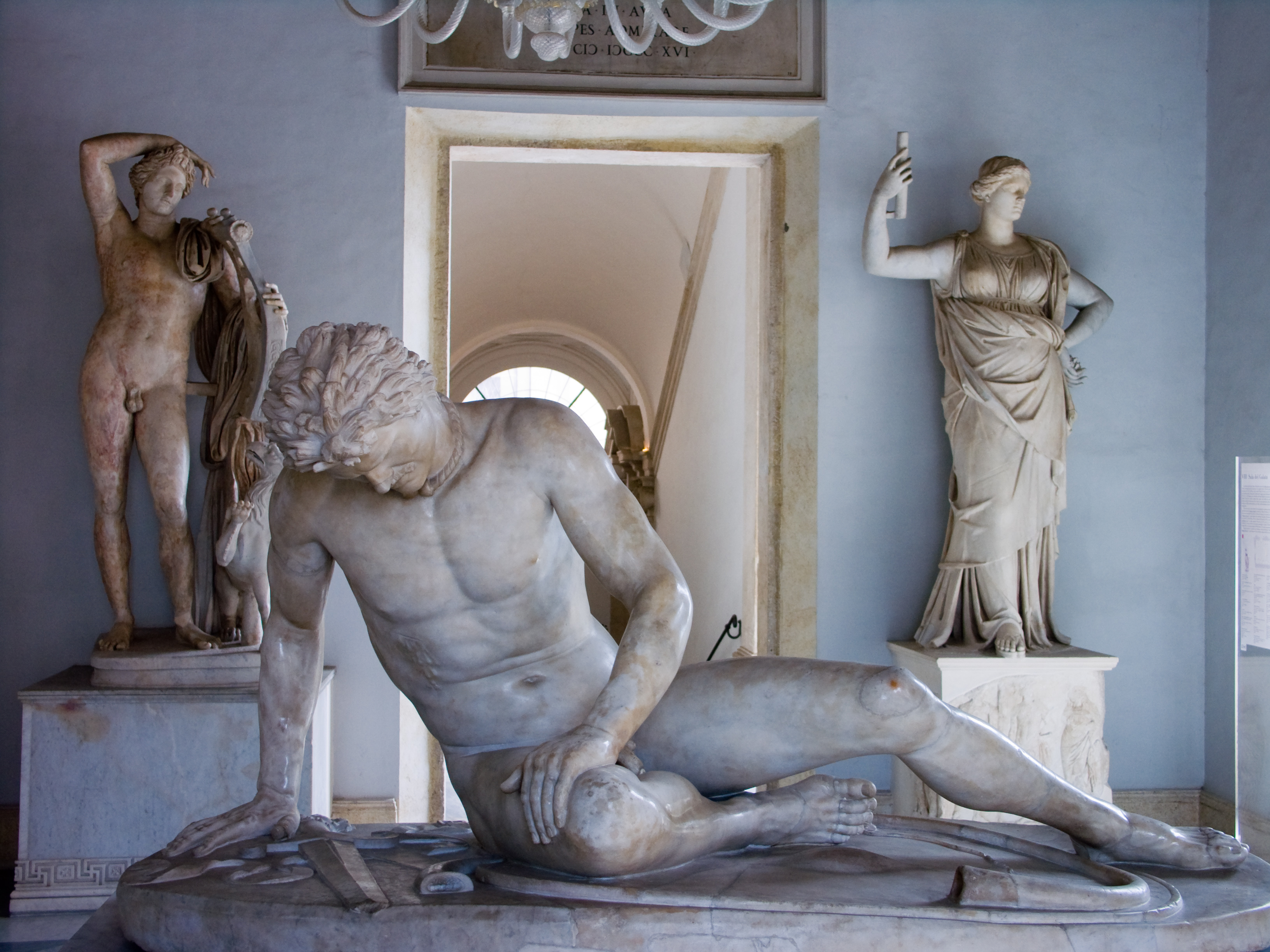
Статуя вмираючого Галла (1 століття до нашої ери), Капітолійські музеї, Рим

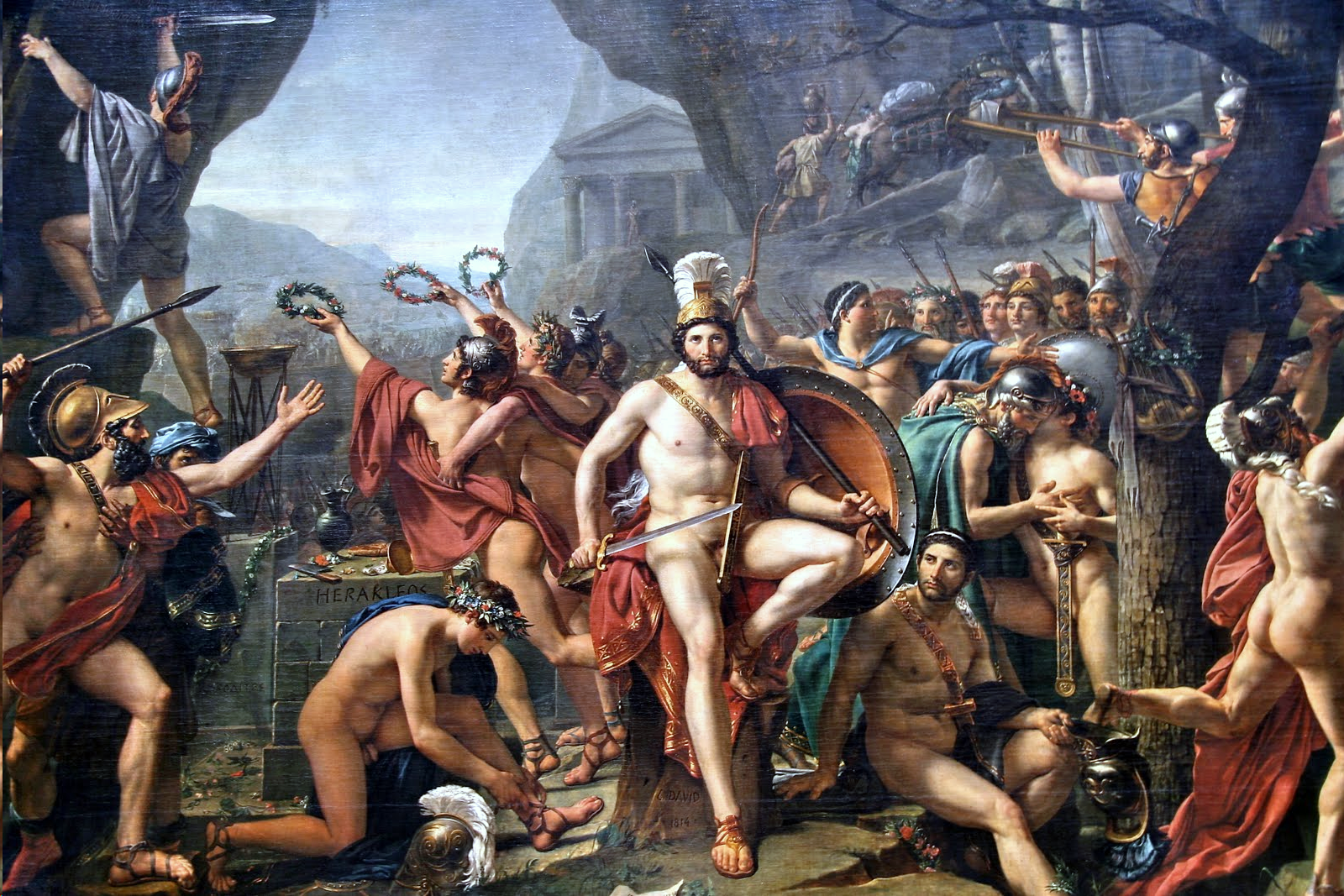
Жак-Луї Давид: Леонід з Термопілів (1814)

Героїчна нагота або ідеальна оголеність — концепція в антикознавстві, яка описує нереалістичне використання наготи в класичній скульптурі для показу фігур, які можуть бути героями, божествами або напівбожественними істотами. Ця конвенція почалася в архаїчній і класичній Греції та продовжилася в елліністичній і римській скульптурі. Існування або значення такої конвенції є предметом наукових дискусій.
У давньогрецькому мистецтві воїни на рельєфах і розписних вазах часто зображувалися оголеними в бою, що насправді не було грецьким звичаєм та не було характерним і в інших контекстах. Ідеалізовані юнаки (але не жінки) були зображені у вигляді фігур-куросів, а культові зображення в храмах деяких чоловічих божеств також були оголеними. Пізніше портретні статуї заможних громадян, зокрема римських імператорських сімей, отримали ідеалізовані оголені тіла; тоді це включало й жінок. Тіла завжди були молоді й атлетичні; старі тіла ніколи не показувалися. Пліній Старший відзначав упровадження в Римі грецького стилю.
Картина Аньоло Бронзіно «Портрет Андреа Доріа в образі Нептуна» (бл. 1530) та статуя Мікеланджело «Давид» (1501—1504) були рідкісними прикладами героїчної наготи епохи Відродження. Конвенцію іноді відроджували в неокласичному мистецтві, наприклад, статуя Антоніо Канови, яка зображує Наполеона в образі Марса-миротворця (1802—1806).

## Конвенція
Нагота часто вважалася важливим аспектом грецької цивілізації й нерідко зустрічалася в таких місцях, як спортзали та під час змагань в іграх. Принаймні в імперський період Риму ця концепція діяла як для жінок, так і для чоловіків. Жінки зображалися у вигляді Венери та інших богинь.
Серед римських зразків, таких як «Псевдо-атлет» з Делоса, іноді виникало дивне поєднання гіперреалістичного портретного бюста в римському стилі (бородавки та чоловічі ознаки або складна зачіска для жінки) з ідеалізованим богоподібним тілом у грецькому стилі. Чоловічі геніталії зумисне зображені надто добре розвиненими, щоб відокремити благородний і скромний фасад від конотації в грецькій культурі, що більші органи належать до примітивніших та варварських характеристик.
Як концепція, вона була змінена з моменту її заснування, і тепер у класичній скульптурі визнаються інші види оголеного тіла, наприклад, патетична нагота хоробрих, але переможених ворогів-варварів, таких як Вмираючий Галл. Тоніо Гельшер повністю відкинув цю концепцію для грецького мистецтва IV століття до нашої ери та раніше.
Героїчна оголеність дозволяла грецьким скульпторам точніше показати характер предмета, без маскування чи додаткового контексту одягу.

## Галерея

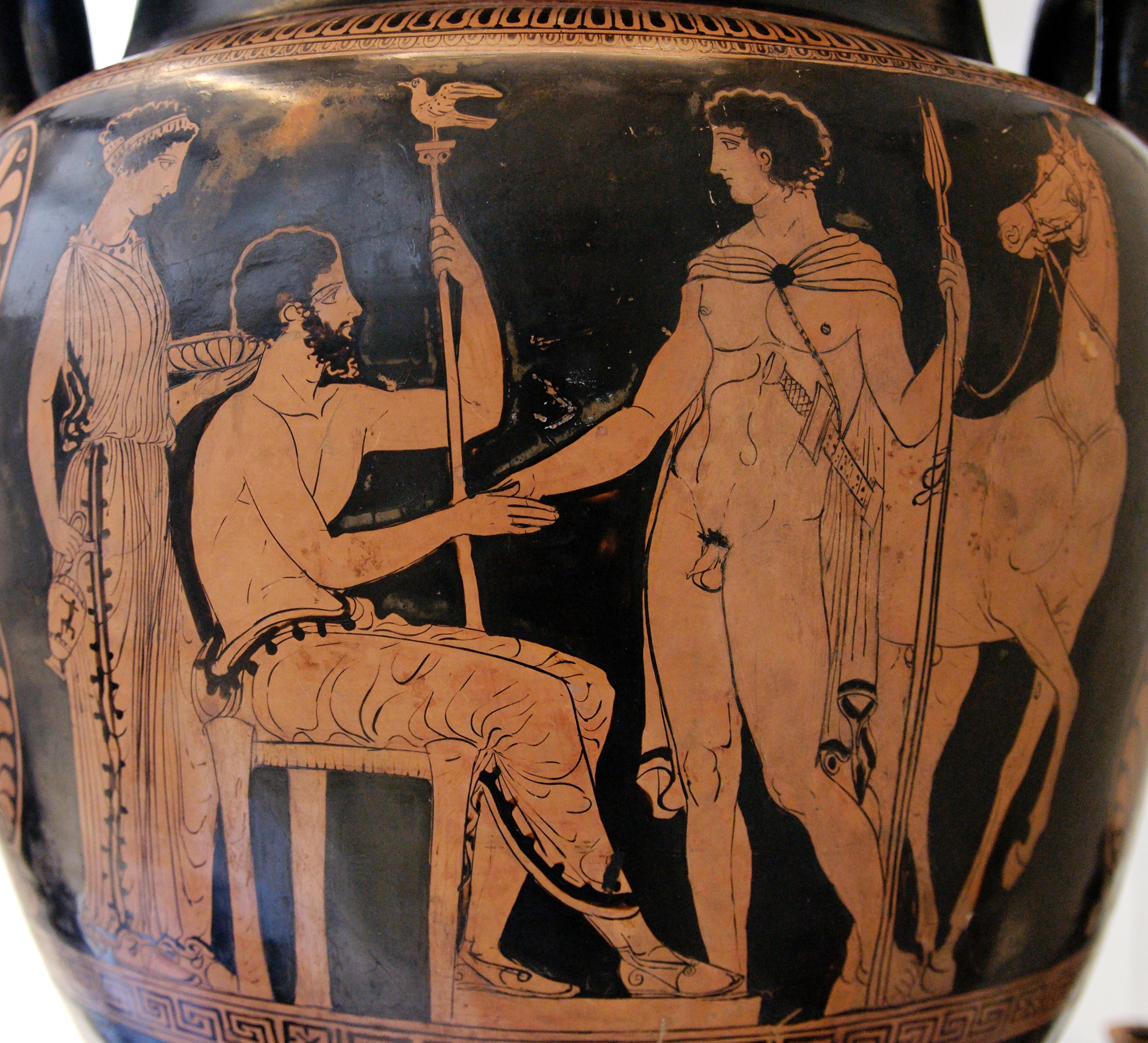
Прибуття або від’їзд молодого воїна чи героя (можливо, Тесей прибув до Афін і був впізнаний Егеєм через його меч). Апулійський червонофігурний волют-кратер, бл. 410–400 рр. до н. е. З Руво (Південна Італія), Британський музей.
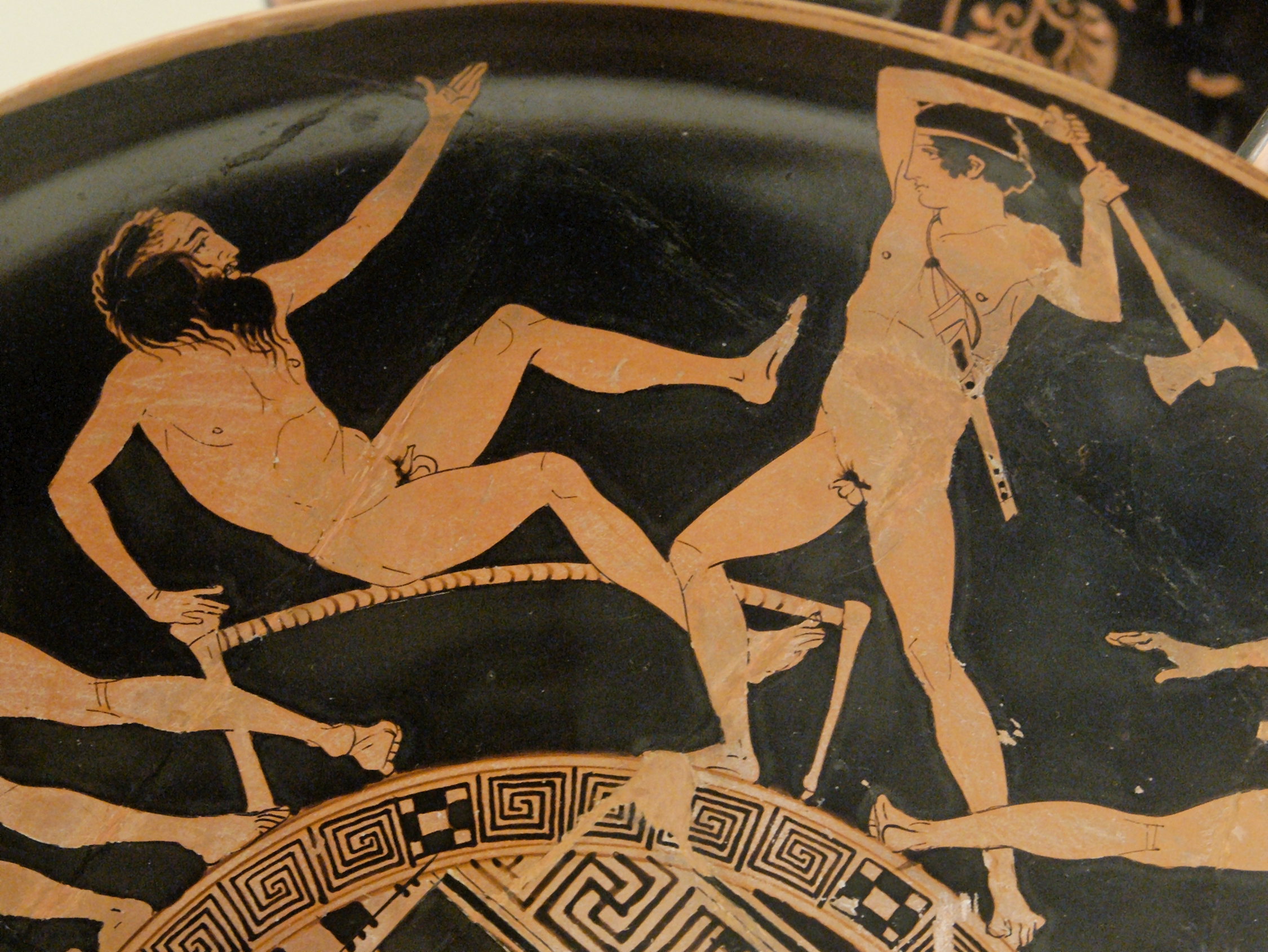
Тесей у боротьбі з Прокрустом, аттичний килик, бл. 440—430 рр. до н. е., Британський музей
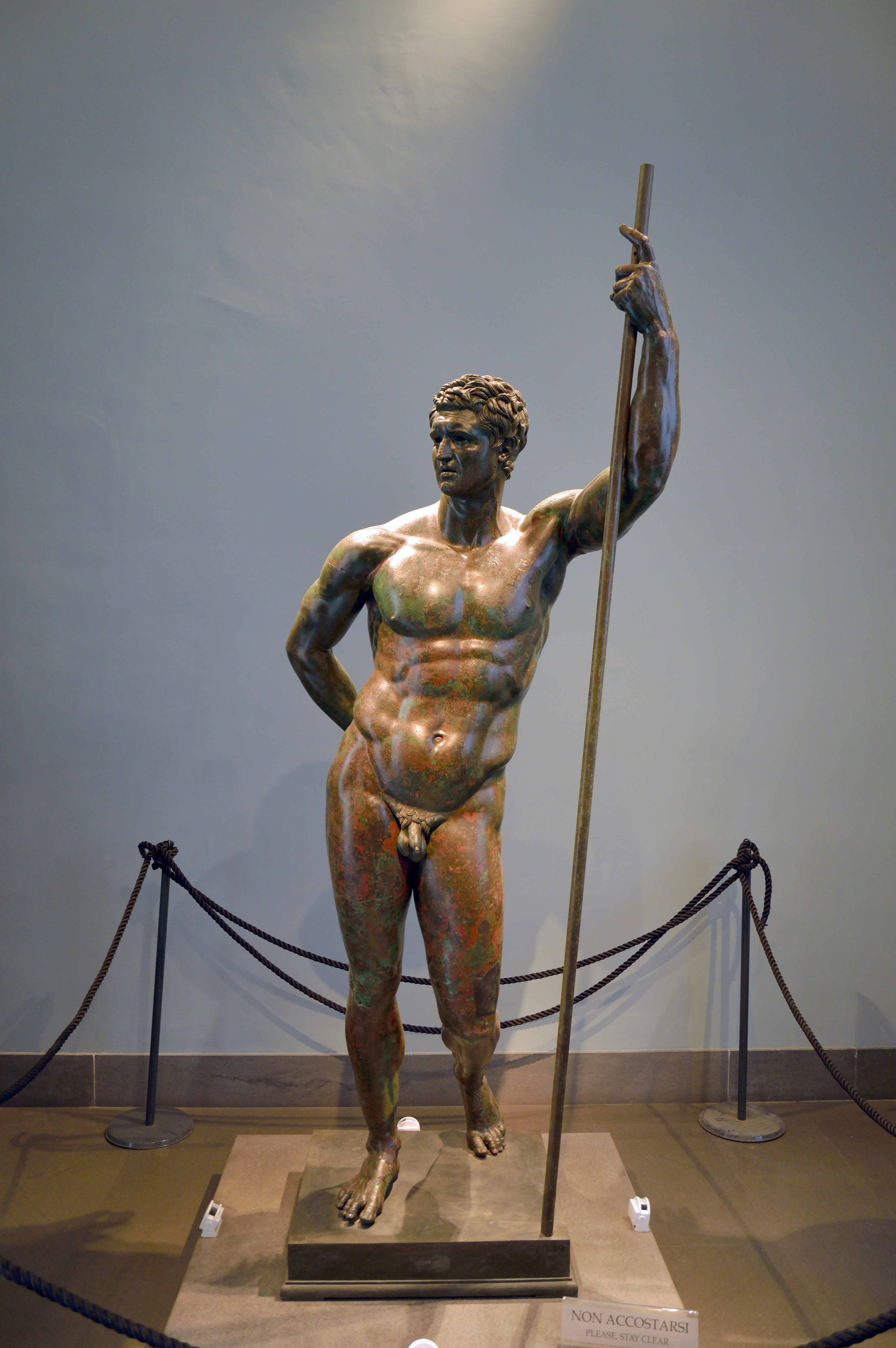
Елліністичний правитель, зображений у героїчному оголеному вигляді, Національний римський музей
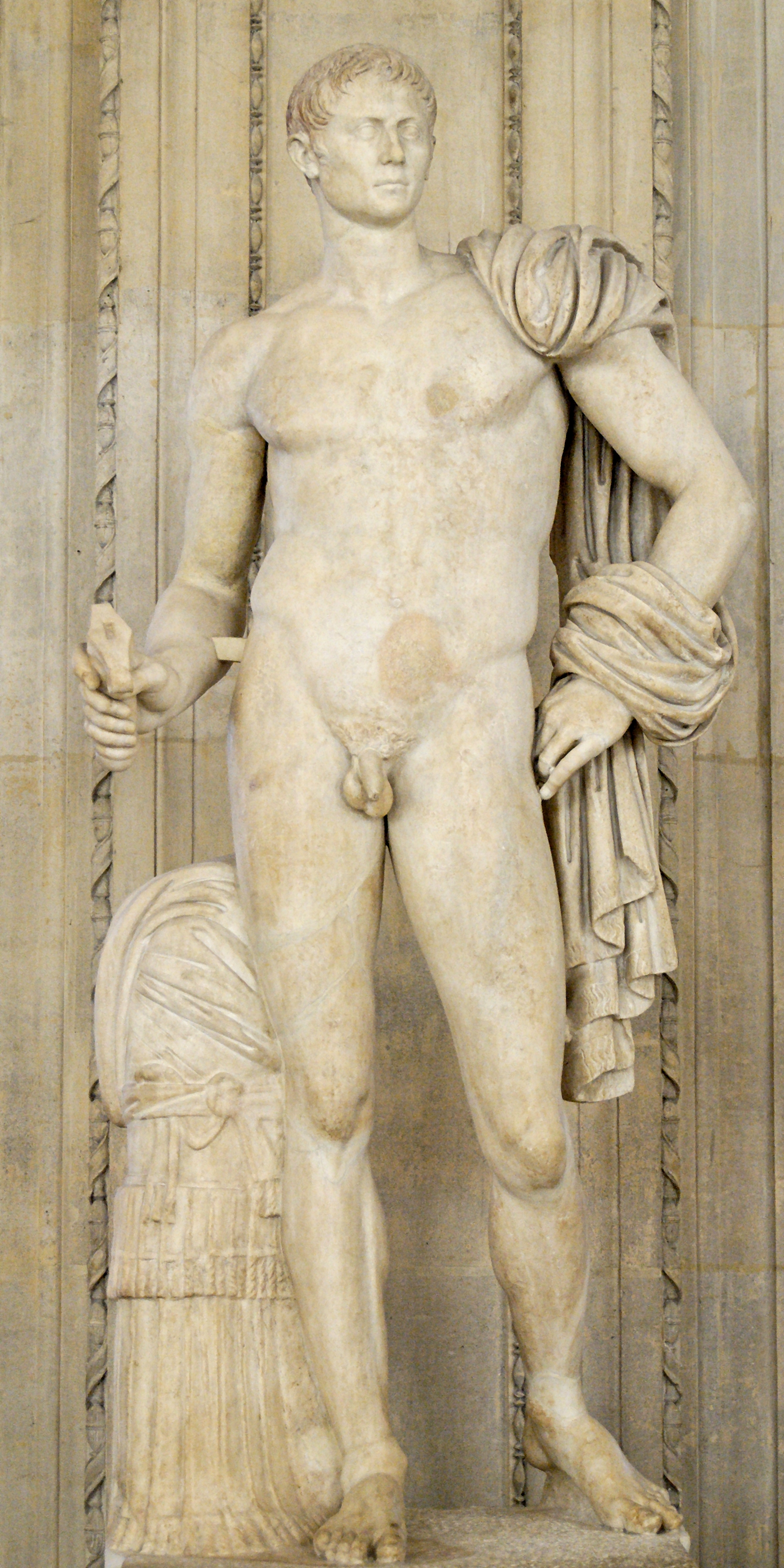
Героїчна статуя римського полководця з головою Августа (I століття до н. е.), Лувр, Париж
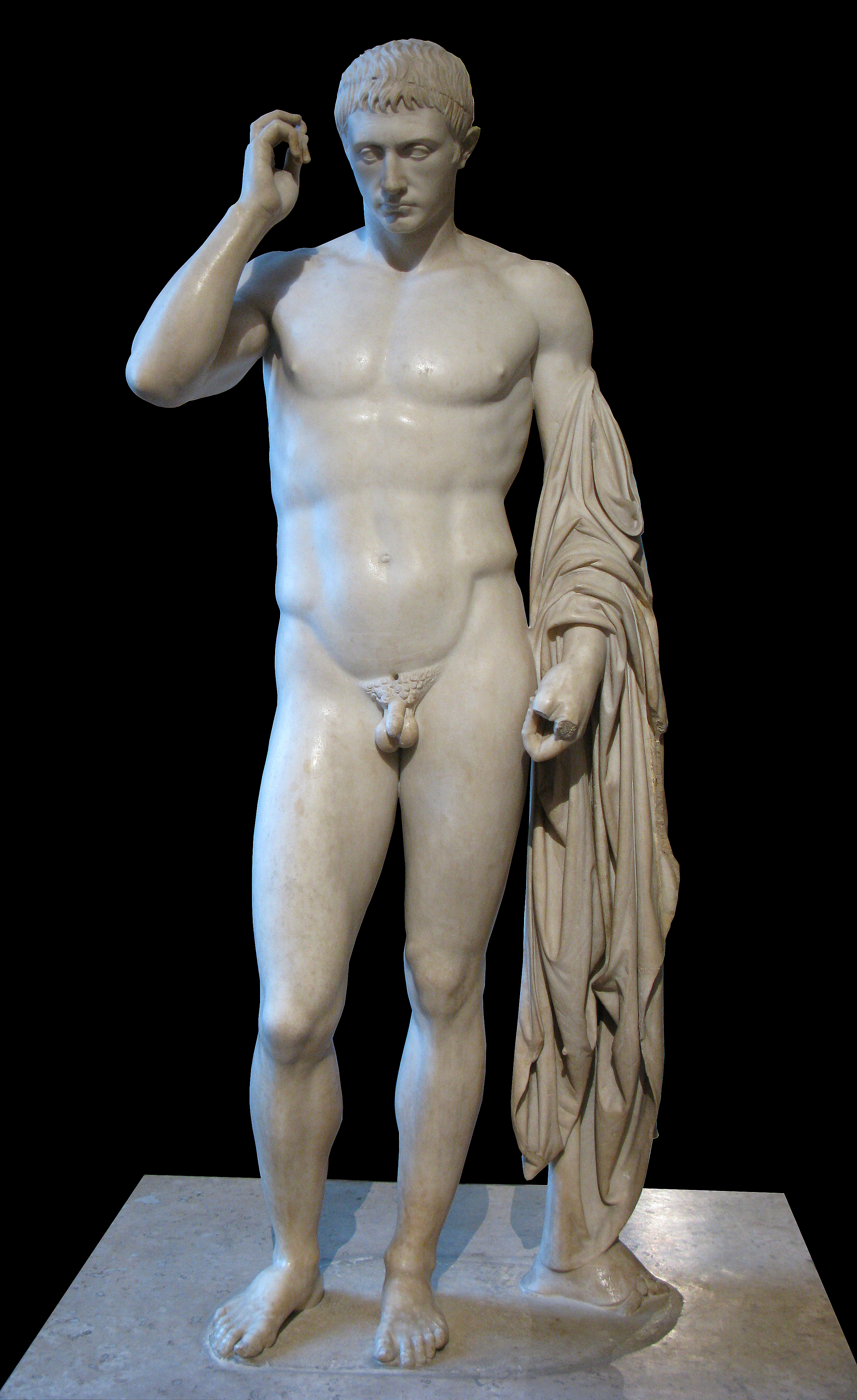
Римська статуя з головою Марцелла (І століття н. е., за грецьким прототипом V століття до нашої ери)
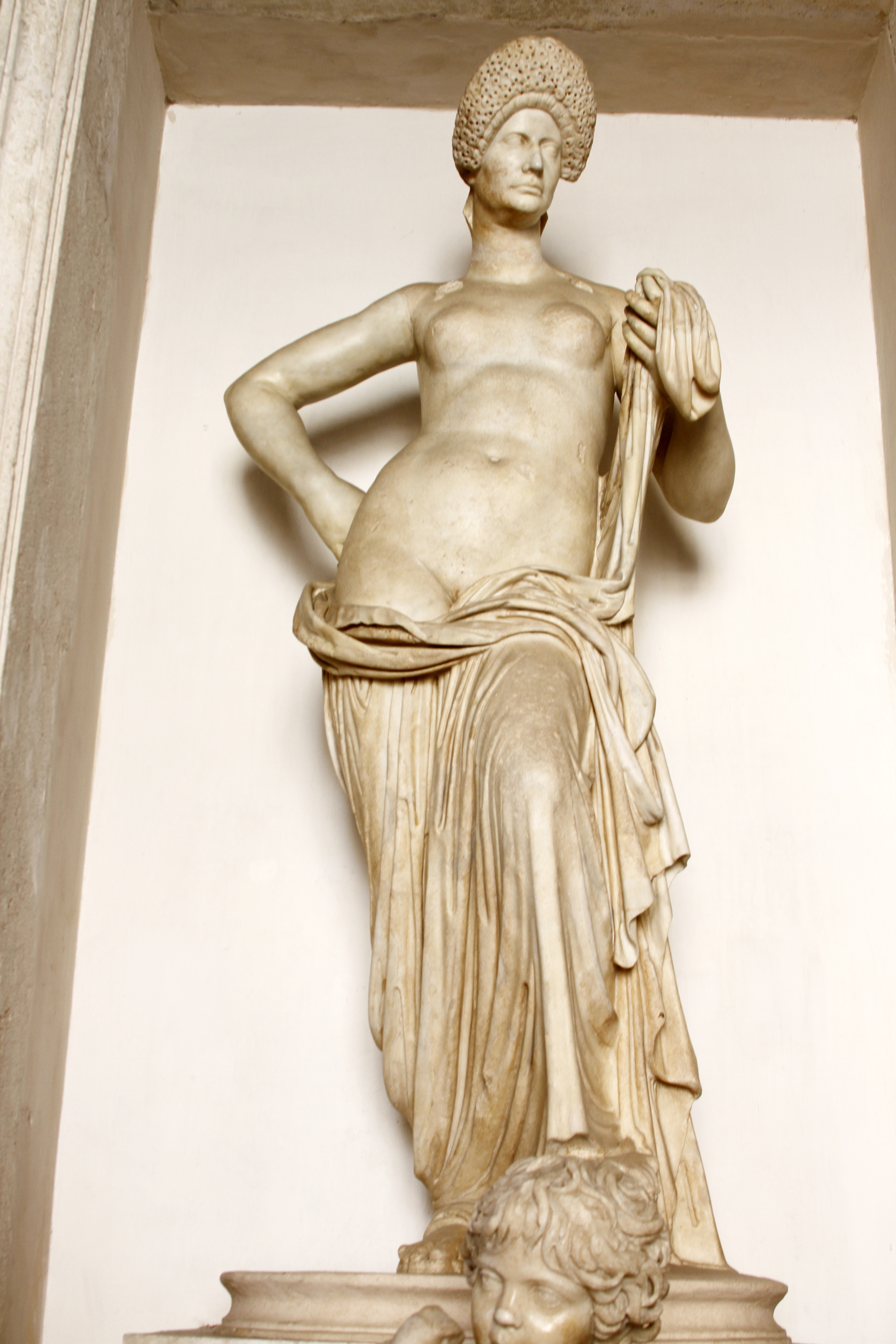
Модна римська жінка в образі Венери (MC245), Музей Капітоліні
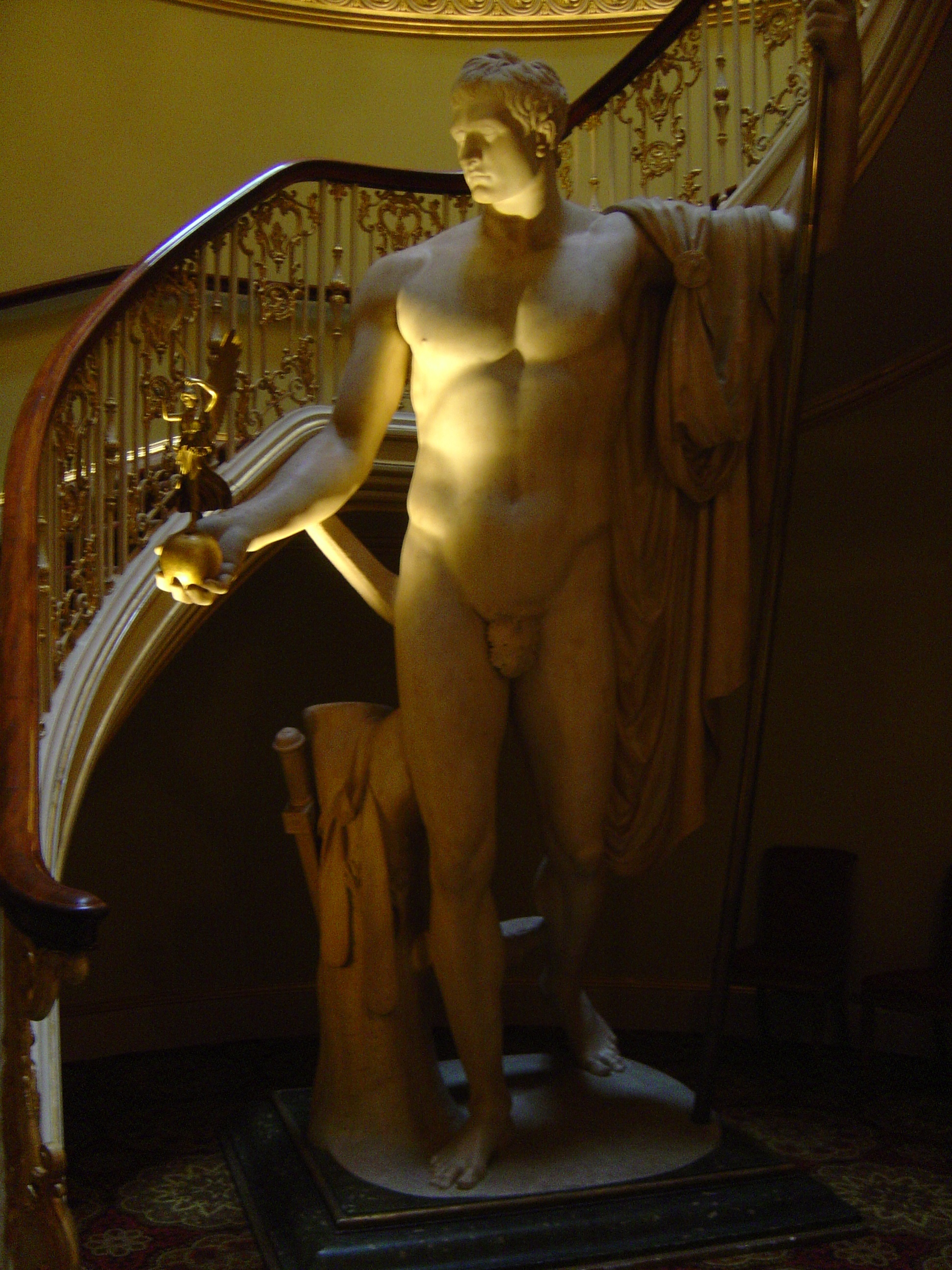
Антоніо Канова : Наполеон як Марс-миротворець (1802—1806) — Napoléon en Mars désarmé et pacificateur, Apsley House, Лондон
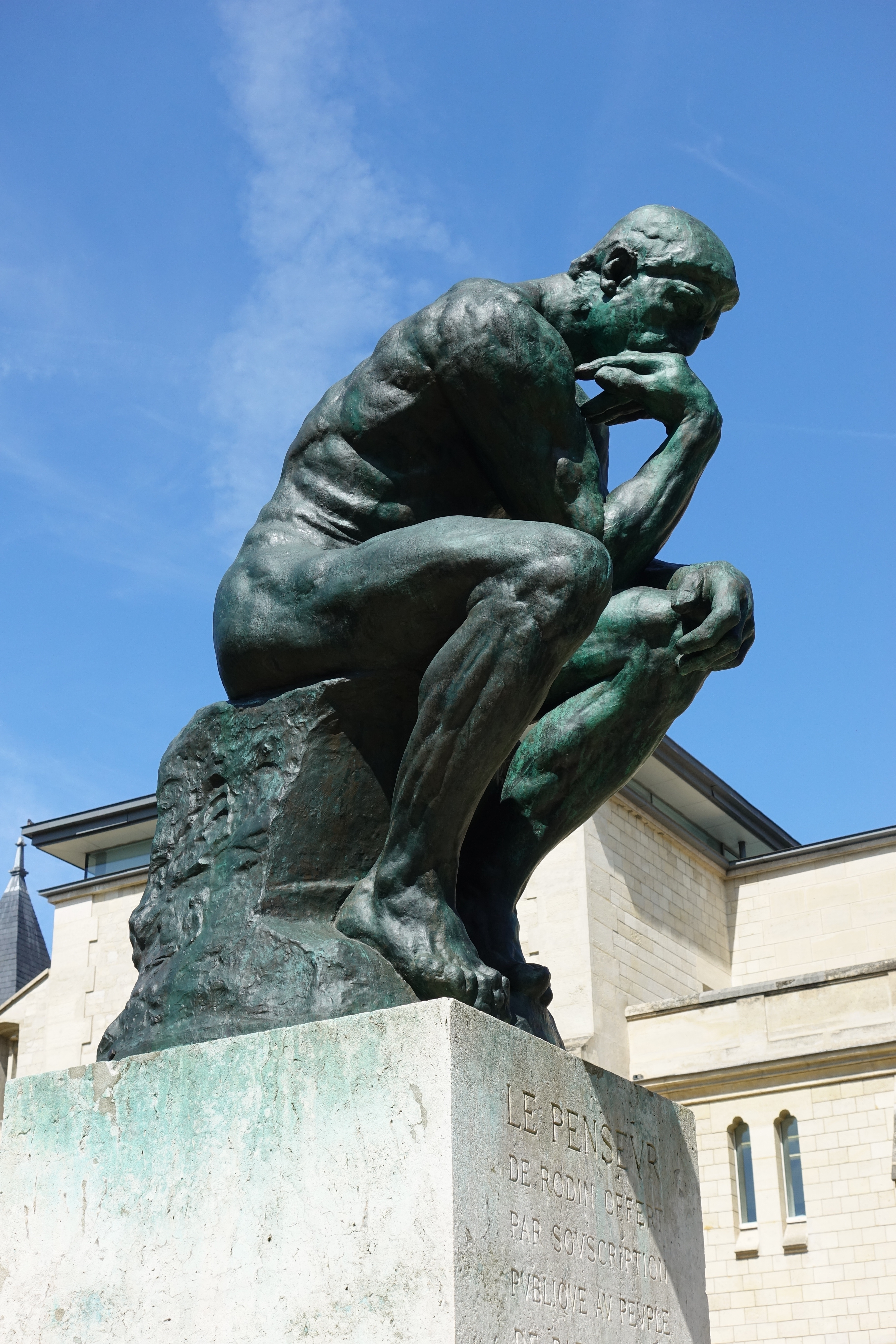
«Мислитель» Огюста Родена біля паризького музею Родена, є добре відомим прикладом оголеної героїчної скульптури початку XX століття.